# Harvard Bridge
L'Harvard Bridge, chiamato anche MIT Bridge, Massachusetts Avenue Bridge e "Mass. Ave." Bridge, è un ponte stradale ibrido in acciaio e calcestruzzo che attraverso il fiume Charles a Boston nel Massachusetts, collegando Back Bay con Cambridge. 
Dopo anni di lotte intestine tra le città di Boston e Cambridge, il ponte fu costruito congiuntamente dalle due città tra il 1887 e il 1891 e prese il nome dal fondatore dell'Università di Harvard John Harvard. Originariamente dotato di una campata centrale girevole, è stato più volte ristrutturato e modificato nel corso degli anni fino a quando la sua sovrastruttura è stata completamente sostituita alla fine degli anni ottanta.
La lunghezza del ponte è utilizzata come unità di misura dello smoot.